# Tomorrow Starts Today
Tomorrow Starts Today è l'album di debutto del gruppo musicale canadese Mobile, pubblicato il 24 aprile 2006 in Canada, ed il 21 agosto 2007 negli Stati Uniti. Quattro singoli sono stati estratti dall'album: Montreal Calling (2005), Out of My Head (2006), See Right Through Me (2006), e Dusting Down the Stars (2007).

## Tracce
1. Hans Tied – 3:16
2. New York Minute – 3:27
3. Out of My Head – 3:36
4. Montreal Calling – 3:07
5. See Right Through Me – 4:15
6. Lookin' Out – 3:16
7. Scars – 3:55
8. Dusting Down the Stars – 4:07
9. Tomorrow Starts Today – 3:36
10. How Can I Be Saved – 3:06
11. Lovedrug – 4:12
12. Bleeding Words – 6:19

## Singoli
- Montreal Calling (2005)
- Out of My Head (2006)
- See Right Through Me (2006)
- Dusting Down the Stars (2007)